# Franz Bopp
Franz Bopp (ur. 14 września 1791 w Moguncji, zm. 23 października 1867 w Berlinie) – niemiecki językoznawca, indoeuropeista. Główny twórca językoznawstwa historyczno-porównawczego.

## Życiorys
Po ukończeniu gimnazjum w Aschaffenburgu studiował w latach 1810–1812 na uniwersytecie w Aschaffenburgu. 1812-1820 studia w Paryżu (sanskryt, perski, arabski, hebrajski) i w Londynie. W roku 1820 doktorat honoris causa uniwersytetu w Getyndze. W 1821 został profesorem uniwersytetu w Berlinie i kierownikiem specjalnie dla niego utworzonej katedry sanskrytu. 1822 został członkiem Pruskiej Akademii Nauk. W 1842 otrzymał Pour le Mérite za Naukę i Sztukę

## Badania naukowe
Uznawany za głównego twórcę językoznawstwa historyczno-porównawczego, badacza gramatyki porównawczej języków rodziny indoeuropejskiej. Badał strukturę gramatyczną języków indoeuropejskich i relacje pokrewieństwa pomiędzy językami indoeuropejskimi, a również relacje pomiędzy językami indoeuropejskimi i nieindoeuropejskimi.
Traktował język jako organizm, jako naturalny organ (Naturkörper), który rodzi się, rozwija i obumiera.
Wypowiadał się też na temat klasyfikacji typologicznej języków świata, wyróżniając dwie główne grupy języków: 1) języki pozbawione gramatyki, jak język chiński (obecnie nazywane językami izolującymi), 2) języki z formami gramatycznymi, jak języki indoeuropejskie.
Jego główne dzieło to: Über das Conjugationssystem der Sanskritsprache in Vergleichung mit jenem der griechischen, lateinischen, persischen und germanischen Sprache (O systemie koniugacji sanskrytu w porównaniu z greką, łaciną, perskim i germańskim językiem), wydaną we Frankfurcie w 1816. W roku 1820 ukazała się wersja angielska tego dzieła. Był opiekunem dysertacji De negatione napisanej przez Hipolita Cegielskiego.

### Inne publikacje Franza Boppa (wybór)
- Ausführliches Lehrgebäude der SanskritaSprache (1827)
- Über die keltischen Sprachen (1839)
- Vergleichende Grammatik des Sanskrit, Zend, Griechischen, Lateinischen, Litauischen, Altslawischen, Gotischen und Deutschen (od 1838: celtycki). 6 tomów (1833-1852)
- Über die Verwandtschaft der malajisch-polynesichen Sprachen mit den indisch-europäischen (1840)
- Die kaukasischen Glieder des indoeuropäischen Sprachstamms (1847)
- Über die Sprache der alten Preussen und ihren verwandtschaftlichen Beziehungen (1853)